# Liste der größten Private-Equity-Unternehmen
Diese Liste der größten Private-Equity-Unternehmen basiert auf der jährlichen Liste der 300 größten Private-Equity-Unternehmen der Zeitschrift Private Equity International. Die Rangfolge richtet sich nach dem durchschnittlich angelegten Kapital in den letzten fünf Jahren.
| Rang 2019 | Rang 2015 | Rang 2014 | Rang 2013 | Unternehmen                             | Sitz                                         | Angelegtes Kapital in Mio. (2019) |
| --------- | --------- | --------- | --------- | --------------------------------------- | -------------------------------------------- | --------------------------------- |
| 1         | 4         | 3         | 3         | Blackstone Group                        | New York City, Vereinigte Staaten            | $82.851                           |
| 2         | 1         | 1         | 2         | Carlyle Group                           | Washington, D.C., Vereinigte Staaten         | $63.802                           |
| 3         | 3         | 2         | 4         | Kohlberg Kravis Roberts                 | New York City, Vereinigte Staaten            | $47.977                           |
| 4         | 6         | 6         | 10        | CVC Capital Partners                    | Luxemburg, Luxemburg                         | $47.413                           |
| 5         | 9         | 14        | 5         | Warburg Pincus                          | New York City, Vereinigte Staaten            | $36.557                           |
| 6         | 10        | 21        | 9         | Bain Capital                            | Boston, Vereinigte Staaten                   | $35.554                           |
| 7         | 18        | 26        | 40        | EQT Partners                            | Stockholm, Schweden                          | $30.054                           |
| 8         | 32        |           |           | Thoma Bravo                             | Chicago, Vereinigte Staaten                  | $29.880                           |
| 9         | 5         | 4         | 8         | Apollo Global Management                | New York City, Vereinigte Staaten            | $29.001                           |
| 10        | 23        |           |           | Neuberger Berman                        | New York City, Vereinigte Staaten            | $28.884                           |
| 11        | 14        | 22        | 22        | Hellman & Friedman                      | San Francisco, Vereinigte Staaten            | $26.900                           |
| 12        | 2         | 5         | 1         | Texas Pacific Group                     | Fort Worth, Vereinigte Staaten               | $25.661                           |
| 13        | 7         | 11        | 16        | EnCap Investments                       | Houston, Vereinigte Staaten                  | $21.097                           |
| 14        | 11        | 48        | 59        | Vista Equity Partners                   | San Francisco, Vereinigte Staaten            | $19.785                           |
| 15        | 34        | 29        | 52        | Apax Partners                           | London, Vereinigtes Königreich               | $18.615                           |
| 16        | 28        | 7         | 12        | General Atlantic                        | Greenwich (Connecticut), Vereinigte Staaten  | $16.916                           |
| 17        | 27        | 9         | 33        | Clayton, Dubilier & Rice                | New York City, Vereinigte Staaten            | $16.509                           |
| 18        | 17        | 36        |           | Permira                                 | London, Vereinigtes Königreich               | $16.394                           |
| 19        | 8         | 10        | 7         | Advent International                    | Boston, Vereinigte Staaten                   | $16.026                           |
| 20        | 13        | 15        | 27        | Silver Lake                             | Menlo Park, Vereinigte Staaten               | $15.000                           |
| 21        | 12        |           |           | Partners Group                          | Baar ZG, Schweiz                             | $14.726                           |
| 22        | 24        | 23        | 81        | Stone Point Capital                     | Greenwich (Connecticut), Vereinigte Staaten  | $14.544                           |
| 23        | 37        |           |           | Bridgepoint                             | London, Vereinigtes Königreich               | $14.264                           |
| 24        |           |           |           | Brookfield Asset Management             | Toronto, Kanada                              | $14.197                           |
| 25        | 31        | 18        | 43        | Onex Corporation                        | Toronto, Kanada                              | $14.106                           |
| 26        | 26        | 24        | 23        | BC Partners                             | London, Vereinigtes Königreich               | $13.275                           |
| 27        |           |           |           | Genstar Capital                         | San Francisco, Vereinigte Staaten            | $13.100                           |
| 28        |           |           |           | PAI partners                            | Paris, Frankreich                            | $13.061                           |
| 29        |           |           |           | Hillhouse Capital Group                 | Peking, Volksrepublik China                  | $12.725                           |
| 30        | 47        | 39        | 39        | Leonard Green & Partners                | Los Angeles, Vereinigte Staaten              | $12.238                           |
| 31        | 35        |           |           | Insight Venture Partners                | New York, Vereinigte Staaten                 | $12.236                           |
| 32        | 25        |           |           | American Securities Capital Partners    | New York, Vereinigte Staaten                 | $12.000                           |
| 33        | 44        |           |           | Baring Private Equity Asia              | Hongkong                                     | $11.833                           |
| 34        | 29        | 27        | 30        | Cinven                                  | London, Vereinigtes Königreich               | $11.548                           |
| 35        | 19        |           |           | NGP Energy Capital Management           | Irving, Vereinigte Staaten                   | $11.355                           |
| 36        |           | 19        | 29        | Ardian (AXA Private Equity)             | Paris, Frankreich                            | $10.975                           |
| 37        |           |           |           | New Mountain Capital                    | New York City, Vereinigte Staaten            | $10.585                           |
| 38        | 21        | 12        | 6         | Goldman Sachs Merchant Banking Division | New York City, Vereinigte Staaten            | $10.500                           |
| 39        | 41        |           |           | Tiger Global Management                 | New York City, Vereinigte Staaten            | $10.250                           |
| 40        |           |           |           | Quantum Energy Partners                 | Houston, Vereinigte Staaten                  | $10.040                           |
| 41        |           |           |           | Pacific Alliance Group                  | Hongkong                                     | $9.950                            |
| 42        | 20        | 16        | 11        | Riverstone Holdings                     | New York City, Vereinigte Staaten            | $9.904                            |
| 43        |           |           |           | L Catterton                             | Greenwich (Connecticut), Vereinigte Staaten  | $9.838                            |
| 44        |           |           |           | Affinity Equity Partners                | Hongkong                                     | $9.800                            |
| 45        |           |           |           | HarbourVest Partners                    | Boston, Vereinigte Staaten                   | $9.599                            |
| 46        | 39        | 33        | 101       | GTCR Golder Rauner                      | Chicago, Vereinigte Staaten                  | $9.100                            |
| 47        |           |           |           | Roark Capital Group                     | Atlanta, Vereinigte Staaten                  | $9.000                            |
| 48        |           |           |           | Eurazeo                                 | Paris, Frankreich                            | $8.956                            |
| 49        | 22        | 8         | 18        | Ares Management                         | Los Angeles, Vereinigte Staaten              | $8.650                            |
| 50        |           |           |           | Adams Street Partners                   | Chicago, Vereinigte Staaten                  | $8.498                            |
|           | 15        |           |           | Centerbridge Capital Partners           | New York City, Vereinigte Staaten            |                                   |
|           | 16        | 37        | 50        | Energy Capital Partners                 | Short Hills (New Jersey), Vereinigte Staaten |                                   |
|           | 30        | 32        |           | Russian Direct Investment Fund (RDIF)   | Moskau, Russland                             |                                   |
|           | 33        | 35        | 90        | HgCapital                               | London, Vereinigtes Königreich               |                                   |
|           | 36        | 30        | 57        | Triton Partners                         | Frankfurt am Main, Deutschland               |                                   |
|           | 38        |           |           | BDT Capital Partners                    | Chicago, Vereinigte Staaten                  |                                   |
|           | 40        |           |           | Pamplona Capital Management             | London, Vereinigtes Königreich               |                                   |
|           | 42        | 34        | 51        | Welsh Carson Anderson & Stowe           | New York City, Vereinigte Staaten            |                                   |
|           | 43        | 43        | 48        | RRJ Capital                             | Hongkong                                     |                                   |
|           | 45        | 47        | 44        | Sequoia Capital                         | Menlo Park, Vereinigte Staaten               |                                   |
|           | 46        |           |           | Energy & Minerals Group (EMG)           | Houston, Vereinigte Staaten                  |                                   |
|           | 48        | 17        | 14        | Oaktree Capital Management              | Los Angeles, Vereinigte Staaten              |                                   |
|           | 49        |           |           | Abraaj Group                            | Dubai, Vereinigte Arabische Emirate          |                                   |
|           | 50        | 40        |           | Georgian Co-investment Fund (GCF)       | Tiflis, Georgien                             |                                   |
|           |           | 13        | 53        | EIG Global Energy Partners              | Washington, D.C., Vereinigte Staaten         |                                   |
|           |           | 20        | 15        | Lone Star Funds                         | Dallas, Vereinigte Staaten                   |                                   |
|           |           | 25        | 13        | JP Morgan Asset Management              | New York City, Vereinigte Staaten            |                                   |
|           |           | 28        | 31        | Mount Kellett Capital                   | New York City, Vereinigte Staaten            |                                   |
|           |           | 31        | 36        | Cerberus Capital Management             | New York City, Vereinigte Staaten            |                                   |
|           |           | 38        | 25        | Nordic Capital                          | Stockholm, Schweden                          |                                   |
|           |           | 41        | 46        | TA Associates                           | Boston, Vereinigte Staaten                   |                                   |
|           |           | 42        | 28        | American Capital                        | Bethesda (Maryland), Vereinigte Staaten      |                                   |
|           |           | 44        | 202       | Pine Brook Road Partners                | New York City, Vereinigte Staaten            |                                   |
|           |           | 45        | 62        | Charterhouse Capital Partners           | London, Vereinigtes Königreich               |                                   |
|           |           | 46        | 35        | CDH Investments                         | Hongkong                                     |                                   |
|           |           | 49        | 67        | AlpInvest Partners                      | Amsterdam, Niederlande                       |                                   |
|           |           | 50        | 102       | MBK Partners                            | Seoul, Südkorea                              |                                   |